# Трахтемирівська вулиця
Трахтеми́рівська ву́лиця — вулиця в Голосіївському районі міста Києва, селище Мишоловка. Пролягає від вулиці Академіка Кащенка до Ягідної вулиці.
Прилучаються проїзд (без назви) до вулиці Віри Ґедройць, провулки Учбовий та Квітки-Основ'яненка.

## Історія
Вулиця виникла в 30-і роки XX століття під назвою 155-та Нова. Сучасна назва — з 1944 року.